# 刘玉岭
刘玉岭（1942年—），汉族，中华人民共和国政治人物、第十一届全国政协委员。
加入中国民主促进会，担任河北工业大学微电子技术与材料研究所所长。2008年，当选第十一届全国政协委员，代表科学技术界，分入第二十九组。